# Schloss Kislau

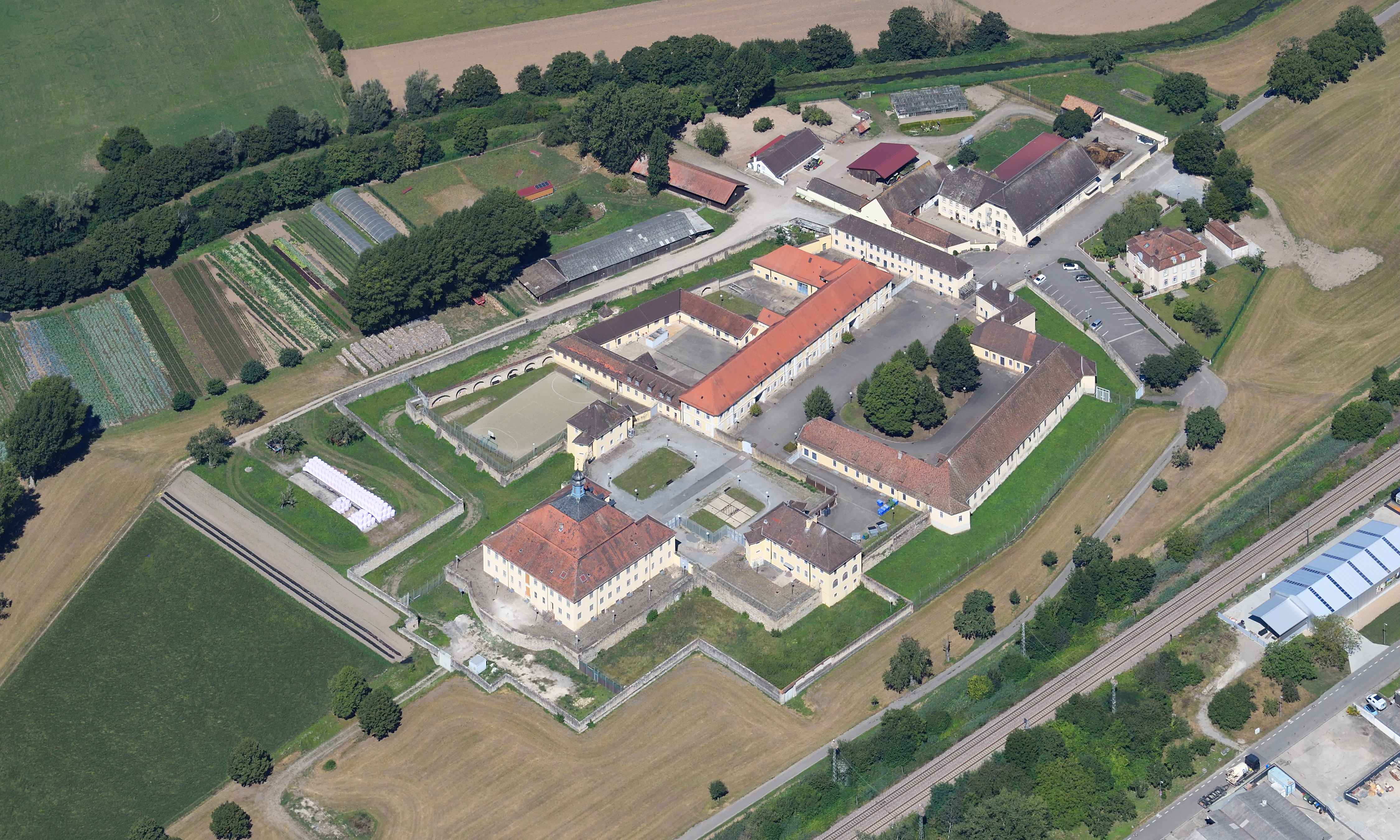
Schloss Kislau aus der Luft gesehen

Das Schloss Kislau liegt auf der Gemarkung Bad Mingolsheim im Gemeindegebiet von Bad Schönborn im Landkreis Karlsruhe, an der Rheintalbahn Heidelberg-Karlsruhe. Heute wird es als Justizvollzugsanstalt genutzt.
Der Name Kislau stammt von dem alten Wort Kislowe ab, was so viel bedeutet wie „kieselige Aue“. Es beschreibt damit die geografische Lage im Bruhrain, dem Übergangsbereich zwischen Kraichgau und Hardtwald, der sich von Bruchsal bis Wiesloch erstreckt. In älteren Urkunden ist auch die Schreibweise „Kißlau“ oder „Kieslau“ aufzufinden.
Historisch betrachtet ist Kislau die gleichnamige mittelalterliche Herrschaft samt der dazugehörigen Burg (Rudolf von Kislau wurde 1165 erstmals im Lorscher Codex erwähnt). Die Ursprünge der Anlage dürften ins 11. Jahrhundert zurückreichen, denn aus dieser Zeit (1083) stammen die ersten Nachrichten über die Herren von Kislau, zu deren Herrschaft auch die umliegenden Ortschaften Mingolsheim, Langenbrücken und Kronau gehörten.

## Geschichte
Vermutlich um 100 n. Chr. wurde von den Römern ein dem Limes vorgelagertes und durch Wassergräben geschütztes Kastell errichtet, das mit der nahe gelegenen Festung Burg Wersau bei Reilingen und den Orten Weiher, Karlsdorf (Altenbürg), Staffort, Hagsfeld und Kleinrüppur durch Straßen verbunden war.
Nach mehreren Ungarneinfällen um das Jahr 930 im südlichen Deutschland war für den besonders heimgesuchten Kraichgau der Graf von Worms (Konrad der Rote bzw. Konrad der Salier) ein Schwiegersohn von Otto dem Großen für einen Abwehrplan verantwortlich. Unter seiner Federführung entstand der gewaltige romanische Buckelquaderbau, dessen Reste noch erhalten sind. Die Wasserburg Kislau wurde 1083 erstmals in den Sindelfinger Annalen als „Castrum Chiselowa“ urkundlich erwähnt („Chiselowa“ bzw. „Kisilowa“ bedeutet im Althochdeutschen „Kiesel-Au“ oder „Kiesel-Feld“). Der Name stammt vermutlich daher, dass die Burganlage auf gewaltigen Kieselablagerungen des prähistorischen Kinzig-Murg-Flusses gegründet ist. Kislau besaß sehr früh einen eigenen Burgadel. So wurde 1116 ein Adelbert von Kislau, ein Schwiegersohn des Grafen Werner von Worms, genannt. In der weiteren Zeitfolge wurden mehrere Rudolfs von Kislau erwähnt.
Um die Jahre 1232 bis 1237 starb das Kislauer Rittergeschlecht aus. König Wilhelm von Holland belehnte 1252 seinen Kanzler, den speyerischen Bischof Heinrich von Leiningen mit diesem Kislauer Besitz, dem „Castrum“. Kislau gelangte somit zum Hochstift Speyer und diente dann über 400 Jahre lang den bischöflichen Obervögten am Bruhrain als Amtssitz. In einer Urkunde vom 20. April 1366 zu Prag wird „Mingolzheim“ erstmals bei der Bestätigung der Güter des Bischofs Lambert von Speyer als speyrisch genannt.

Das Amt Kislau war als Oberamt mit einem Oberamtmann und sieben Unterbeamten besetzt. Es verwaltete die umliegenden Gemeinden: Forst, Hambrücken, Kirrlach, Kronau, Langenbrücken, Mingolsheim, Östringen, Rettigheim, Rot, St. Leon, Stettfeld, Ubstadt, Weiher und Zeutern.
Um 1415 wurde Peter Luder in Kislau geboren und war von 1456 bis 1460 als Universitätslehrer in Heidelberg tätig. Er war einer der ersten Humanisten in Deutschland.
Der bekannteste der Fürstbischöfe, die Kislau gerne als Sommeraufenthalt und für Jagdausflüge in der wildreichen Lußhardt wählten, dürfte Bischof Georg von Speyer sein, der 1525 zusammen mit seinem Bruder, dem Kurfürsten Ludwig V. von der Pfalz den Bauernaufstand im Kraichgau niederwarf. Kurfürst Ludwig V. entsandte am 22. Mai 1525 eine Streitmacht von 4500 Landsknechten, 1800 Reitern mit mehreren Geschützen von Heidelberg über Malsch und Kislau, die am 23. Mai 1525 siegreich in Bruchsal ankam. Nach einer Verhaftungswelle wurden die aufständischen Bauern in Kislau eingekerkert und am 24. Mai 1525 vom Scharfrichter des kurfürstlichen Marschalls Wilhelm von Habern die vier bekannten Rädelsführer auf der Schlossbrücke enthauptet. Eidbrüchigen wurden die Schwurfinger abgehackt, anderen wurden Geldstrafen auferlegt oder Landesverweise ausgesprochen. Den am Aufruhr beteiligten Gemeinden der bischöflichen Ämter Udenheim, Rotenberg, Kislau, Bruchsal und Grombach (Unter- und Obergrombach) wurde eine Geldbuße von 40 000 Goldgulden auferlegt. Von jedem Haus der betroffenen Gemeinden mussten 14 Goldgulden für die Brandschatzungen der Bauern aufgebracht werden. Bis zur Erfüllung der Zahlungsverpflichtung mussten von allen Gemeinden Geiseln gestellt werden.
Das Burglehen hatten unter anderem die Herren von Stein, die Göler von Ravensburg, Wiprecht von Helmstadt und Franz von Sickingen inne. Am 27. September 1529 verstarb Bischof Georg von Speyer mit 43 Jahren im Schloss Kislau. Im Jahr 1532 erfolgte die Einkerkerung von Täufern.
Ein Großteil der Wirtschaftsgebäude wurde 1647 durch einen Großbrand zerstört. Trotz Neutralität des Bistums wurde die Burganlage 1675 von den französischen Truppen aus Philippsburg geschleift. Der Wehrturm wurde gesprengt und die Wassergräben wurden zugeworfen.

### Jagdschloss

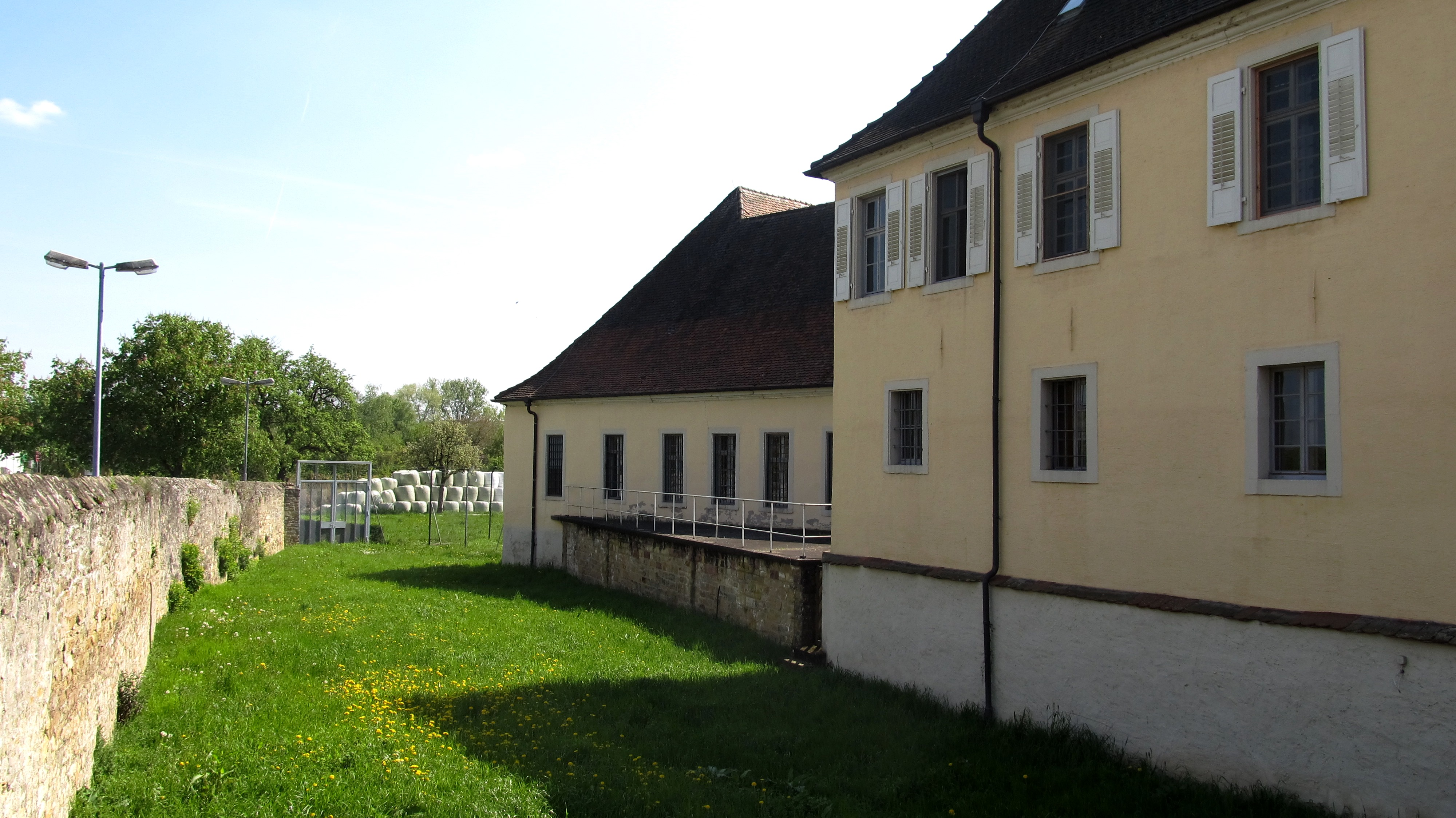
Blick in den ehemaligen Wassergraben

Kislau sollte eines der Landschlösser des speyrischen Fürstbischofs Damian Hugo von Schönborn werden. Das Schloss Kislau wurde 1721 von Damian Hugo von Schönborn, Fürstbischof von Speyer, als Jagdschloss im barocken Stil gestaltet. Zunächst mit dem herrschaftlichen Baumeister Ludwig Michael Rohrer und dem Werkmeister Johann Georg Stahl. Die vorher existierende Burg, ein Wasserschloss, war am 25. April 1675 von französischen Truppen bis auf den großen Bergfried zerstört worden.
Der Bergfried, das mittelalterliche Hauptgebäude, blieb auch in der neuen Schlossanlage das Zentrum. Zu diesem Zweck wurde er mit einer Raumfolge ummantelt, in der vor allem die herrschaftlichen Räume sowie eine Kapelle untergebracht wurden. So entstand die charakteristische Ansicht des kompakten, monumentalen Haupthauses mit dem ungewöhnlichen Pyramidendach. Vor diesem „Corps de Logis“ legte man einen Ehrenhof mit Schmuckbeeten und Springbrunnen an, beiderseits flankiert von Kavaliershäusern. Dieses repräsentative Zentrum fand noch im Bereich des inneren Wassergrabens Platz, erst jenseits der Brücke hatte man einen Wirtschaftshof und Bauten für die Verwaltung des Amtes Kislau angelegt. Diese Bauten lagen im Bereich der Vorburg, eingefasst vom äußeren Wassergraben, den der vorbeifließende Kraichbach speiste.

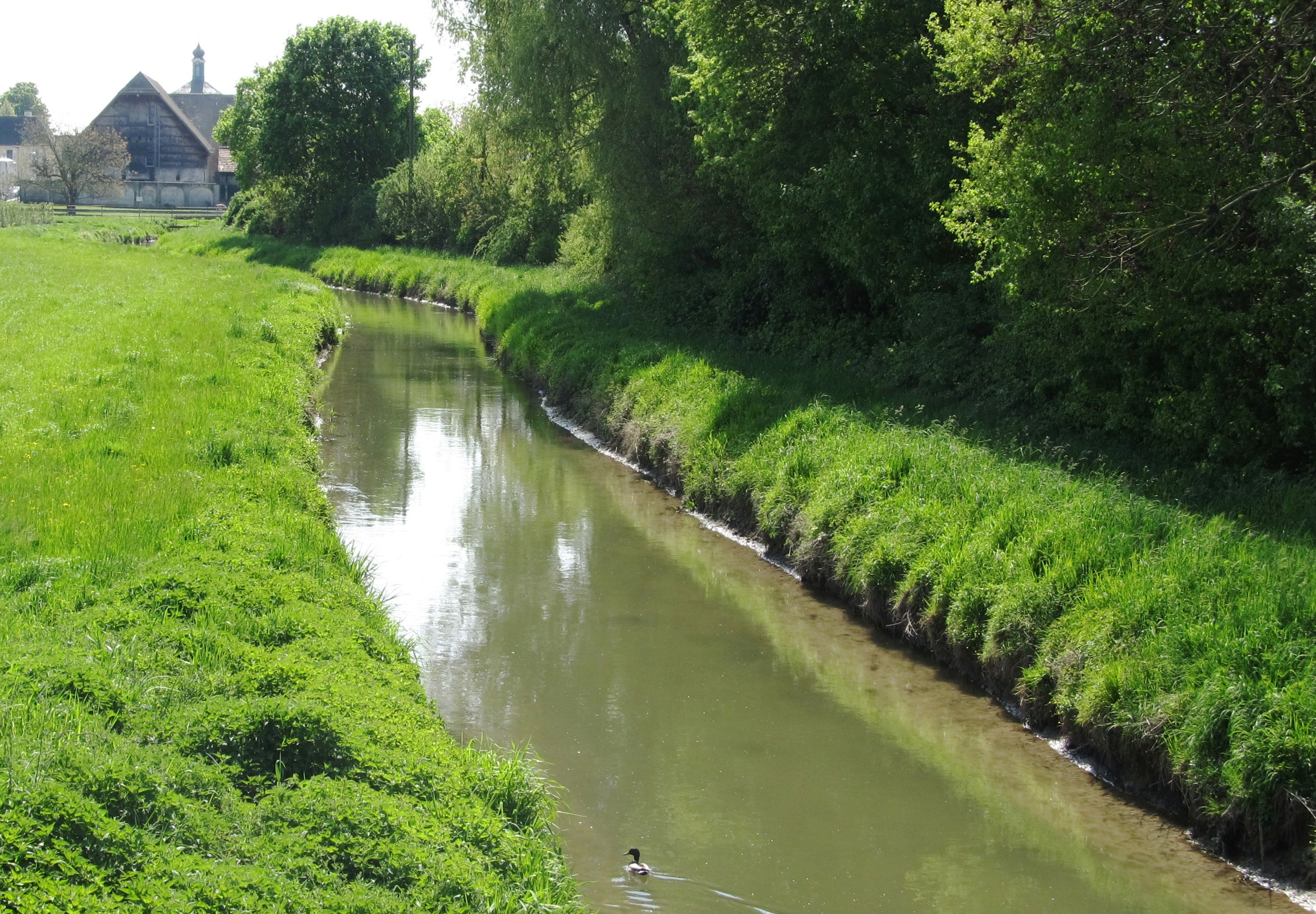
Kraichbach an der Kislauerstraße

Außerhalb der Burganlage, an der Brücke über den Wassergraben, baute man eine herrschaftliche Mühle an der Stelle, wo auch die mittelalterliche Mühle stand. Während die Zufahrt der Anlage und die Wirtschaftsgebäude sich im Norden befanden, legte man im Süden des Haupthauses, über eine Brücke zugänglich, einen Schlossgarten an. Von dort aus entstand eine geradlinige Pappelallee  bis nach Langenbrücken. Damit hatte man die Grundstruktur der Burganlage beibehalten und zu einer axialsymmetrischen Anlage nach barockem Geschmack weiterentwickelt. Der Burggraben als ehemals wehrhaftes Element fügte sich gut in die barocke Vorliebe für spiegelnde Wasserflächen ein, der alte Wehrturm wurde zum zentralen Treppenhaus des neuen Schlossbaus umgewidmet.
Schönborns Nachfolger Christoph von Hutten setzte die Bautätigkeit fort und ließ von seinem Baumeister Johann Leonhard Stahl unter anderem den Kavalierbau und das Bischofsbad ausführen.

### Militärhospital
Durch die Säkularisation der Kirchengüter im Jahr 1803 kam Kislau zu Baden. 1813 wurde das Schloss als Kaserne und Militärhospital des großherzoglichen Badischen Invalidencorps umfunktioniert. In Bauberichten wurde über schlechte sanitäre Einrichtungen und enormen Ungezieferbefall geklagt. Zeitweise waren bis zu 500 nervenkranke Soldaten untergebracht, die gegen Napoleon gekämpft hatten. Für das Schloss Kislau und die Überreste der Wasserburg brachte dies erhebliche Bestandsverluste mit sich. Die Außenanlagen sind mit Ausnahme der Mauer verloren, die wertvolle Rokoko-Innenausstattung großteils zerstört. Allerdings konnte in den letzten Jahren das Bischofsbad mit großem Aufwand restauriert werden. Die Bauten des 18. Jahrhunderts sind weitgehend erhalten und geben noch heute ein anschauliches Bild des barocken Landschlosses wieder.

### Privatschule
1804 wurde durch Friedrich Heinrich Christian Schwarz eine Privatschule eingerichtet, die von M. Holdermann und W. Wittmer nach Grundsätzen Pestalozzis geführt wurde. Bekanntester Schüler war wohl Franz Josef Mone. Die Schule bestand vermutlich bis 1811.

### Gefängnis und Lager

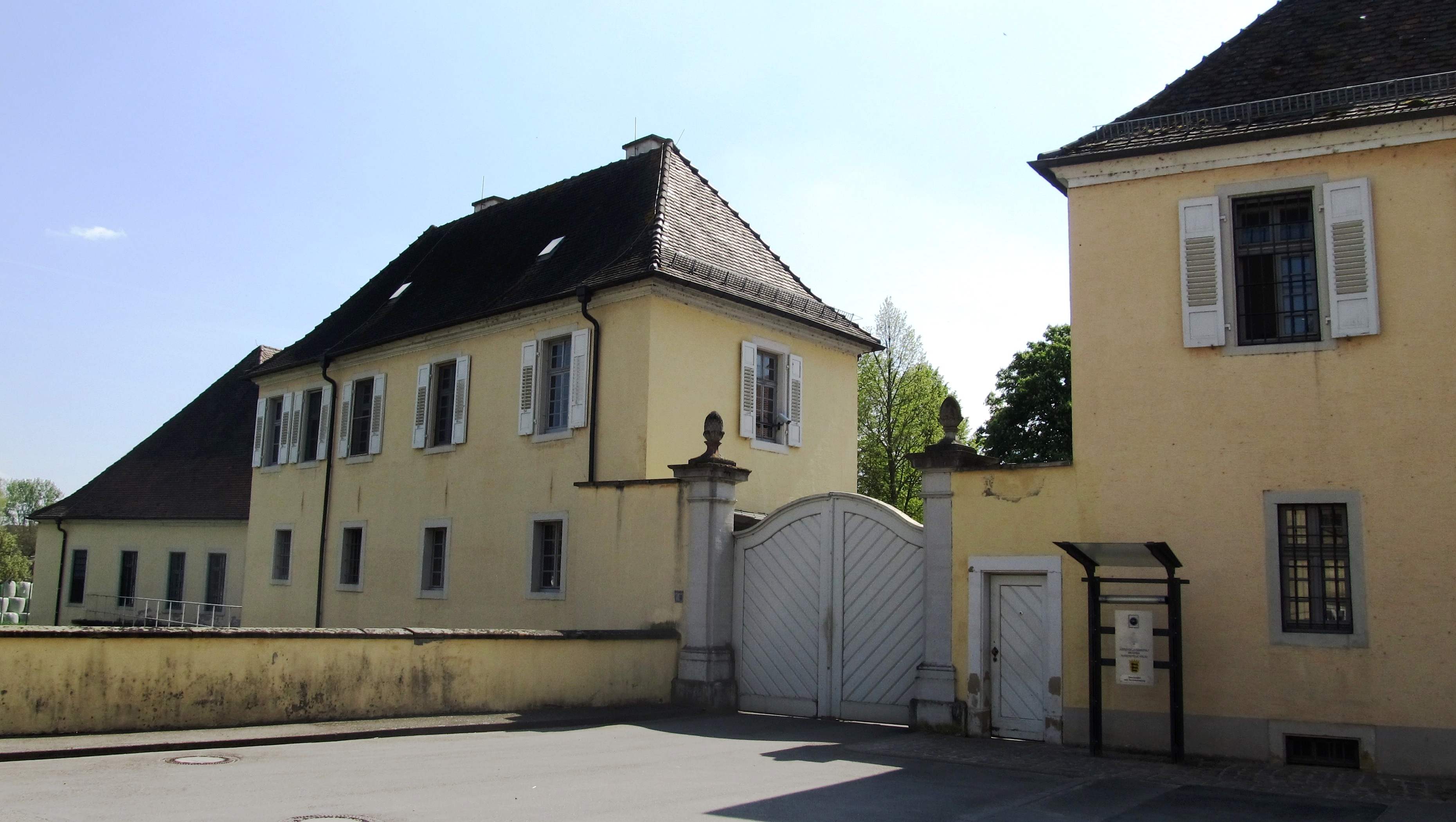
JVA Schloss Kislau, Eingangsbereich

Im Jahr 1824 wurde zudem noch ein Staatsgefängnis, eine politische Verwahrungsanstalt sowie ein Arbeitshaus eingerichtet. Nach der Niederlage der badischen Freiheitskämpfer wurde das Schloss 1848 und 1849 als ein Internierungslager verwendet. Unter den Häftlingen waren viele Studenten aus Heidelberg.
Zu Beginn des Ersten Weltkrieges 1914 wurde ein Lazarett auf dem Gelände stationiert. 1927 folgte wieder die Verwendung als Arbeitshaus. Drei Jahre später war das Schloss zeitweilig ein Pflegeheim für „geistesschwache“ Frauen.
Nach der Machtergreifung Hitlers wurde im April 1933 das KZ Kislau eingerichtet, in welchem politische Gefangene (insbesondere aus Mannheim) in „Schutzhaft“ genommen wurden, sowie ein Durchgangslager für ehemalige Fremdenlegionäre errichtet; in einem Teil des Arbeitshauses wurde die Justizverwaltung untergebracht. Kislau war ein zentrales Lager für Baden: Verschiedene Mitglieder der bisherigen badischen Regierung waren hier in Schutzhaft ohne Urteil interniert, zum Beispiel Innenminister Adam Remmele, Staatsrat und Heimatschriftsteller Stenz sowie der Reichstagsabgeordnete und Staatsrat Ludwig Marum, welcher am 29. März 1934 in seiner Zelle ermordet wurde. Zeitweilig war hier auch der Vater der Geschwister Scholl (Widerstandsbewegung „Weiße Rose“) inhaftiert. 1939 wurde das KZ Kislau wieder geschlossen.
Am Ende des Krieges folgte die Besatzung durch französische Spahis, Kolonialtruppen aus Marokko, danach die Verwendung als Auffanglager für Flüchtlinge sowie als Landesaltersheim für Flüchtlinge.

### 1945 bis heute

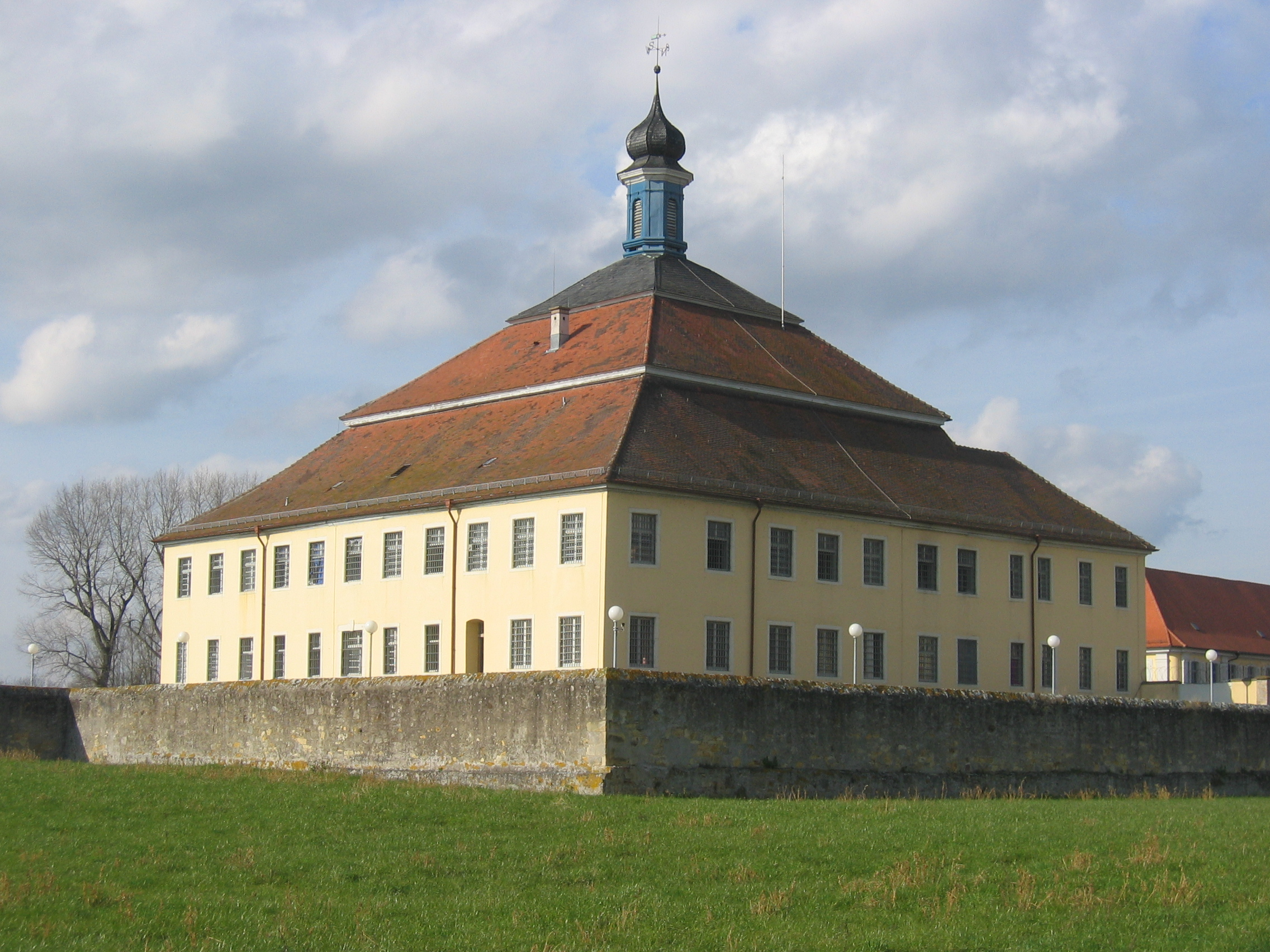
Schloss Kislau

Nach dem Zweiten Weltkrieg war es 1946 für kurze Zeit Unterkunft für heimatvertriebene Sudetendeutsche. Seit 1948 ist das Schloss eine Außenstelle der Justizvollzugsanstalt Bruchsal für den „Gestraucheltenvollzug“. Im Jahr 1970 folgte die Einrichtung einer Außenstelle der Vollzugsanstalt Karlsruhe als Anstalt für Straftäter mit Haftstrafen bis zu drei Monaten. Zwölf Jahre später wurde damit begonnen, die gesamte Anlage zu renovieren. Zeitweilig war in den Räumen eine Jugendstrafanstalt untergebracht. 1991 folgte erneut die Verwendung als Außenstelle der Justizvollzugsanstalt Bruchsal, diesmal als Haftanstalt für Straftäter mit Strafen bis zu einem Jahr. Kislau praktiziert seit 1997 den offenen Vollzug mit zu verbüßenden Haftstrafen bis zu sieben Jahren.
Seit dem Frühjahr 2015 plant ein hauptamtliches Team unter der wissenschaftlichen Leitung von Andrea Hoffend den Lernort Kislau. Auf dem Gelände des ehemaligen KZ Kislau soll ein außerschulischer Lernort neuen Typs die Geschichte des badischen Widerstandes gegen den Nationalsozialismus für junge Menschen nutzbar machen. Im Zentrum des didaktischen Konzepts sollen Zivilcourage, Widerstand gegen politischen Extremismus und die Stärkung der freiheitlich-demokratischen Grundordnung stehen.

## Bekannte Gefangene (Auswahl)
- Alois Lang (1805–1851), württembergischer Jurist und Verwaltungsbeamter. 1826 Festungshaft wegen Beteiligung an der Freiburger Burschenschaft
- Maximilian Ruef (1804–1881), ab 1828 Großherzoglicher Hofgerichtsadvokat in Freiburg. 1826 sechs Wochen Festungshaft wegen Beteiligung an der Freiburger Burschenschaft
- Joseph Fridolin Wieland (1804–1872), deutsch-schweizerischer Arzt und Politiker, 1826 vier Wochen Festungshaft wegen Beteiligung an der Freiburger Burschenschaft
- Adolf Rosenberger (1900–1967), deutscher Automobilrennfahrer, Kaufmann und Mitbegründer der Dr. Ing. h. c. F. Porsche GmbH. Inhaftiert im September 1935
- Oskar Rohr (1912–1988), deutscher Fußballnationalspieler, 1942/43 wegen „antifranzösischer oder kommunistischer Propaganda“ zu drei Monaten Haft verurteilt
- Heinrich Brenner (1908–1986), deutscher Widerstandskämpfer, Oktober 1943 bis März 1944 „Schutzhaft“ als Résistancekämpfer bzw. Rotfrontkämpfer

Bekannte Gefangene im KZ Kislau (1933–1939) siehe: Gefangene im KZ Kislau